# Bietigheim-Bissingen
Bietigheim-Bissingen (tiếng địa phương: Biedge-Bissenge) là thị trấn lớn thứ hai của huyện Ludwigsburg, thuộc bang Baden-Württemberg, Đức. Với dân số khoảng 42,515 người, nơi đây nằm bên bờ sông Enz và sông Metter, cách Stuttgart 19 km về phía bắc và cách Heilbronn 20 km về phía nam.